# Chesty Morgan
Chesty Morgan, née Liliana Wilczkowski le 15 octobre 1937 en Pologne, également surnommée Zsa Zsa, est une actrice surtout connue dans les années 60/70. Sa poitrine généreuse lui a valu une certaine notoriété à l'époque, notamment pour ses rôles dans des films d'un genre intitulé « sexploitation », de la productrice et réalisatrice Doris Wishman (1912-2002).

## Biographie
Elle est née Liliana Wilczowska pas loin de Varsovie, en Pologne en 1937. Orpheline, elle est envoyée en Palestine, alors sous domination anglaise, vivre dans le kibboutz Ein Gev au début de la Seconde Guerre mondiale.
Dans les années 1960, elle épouse un Américain et s'installe aux États-Unis ; son mari est tué un peu plus tard lors d'un vol à main armée. En 1974, Chesty Morgan épouse un arbitre de la Ligue nationale de baseball, Dick Stello (en) (1931-1987). Ils divorcent et Stello décède peu après.
Avant de commencer sa carrière cinématographique, elle commence par être danseuse dans des cabarets au début des années 1970 avant d'être repérée à cause de son imposante poitrine naturelle, pour jouer dans des films de sexploitation. Dans Supernichons contre mafia elle soulève son téton gauche (à l'intérieur duquel a été greffé un appareil photo) pour prendre un cliché. Elle tourne jusqu'à la fin des années 1980 avant de se retirer.
Le réalisateur italien Federico Fellini, amateur de grosses poitrines, l'a fait tourner dans Le Casanova de Fellini (1976).

## Filmographie sélective
- 1974 : Deadly Weapons : Crystal
- 1974 : Double Agent 73 titre français Supernichons contre mafia : Jane Genet/Agent 73
- 1976 : Le Casanova de Fellini : Barberina
- 1981 : Family of Lust

## Mensurations
185 - 81 - 91 